# ستيف دانيلسون
ستيف دانيلسون (بالإنجليزية: Steve Danielson) هو لاعب هوكي الحقل أمريكي، ولد في 15 مارس 1972 في ليفيرموري في الولايات المتحدة.

## وصلات خارجية
- ستيف دانيلسون على موقع أوليمبيديا (الإنجليزية)